# Sigismund Büttner
Pour les articles homonymes, voir Büttner.
Sigismund Büttner, né en 1691 à Mellrichstadt et mort le 23 mai 1742 à Wurtzbourg, est un prêtre augustinien, professeur de philosophie et de théologie allemand.

## Biographie
Büttner fait ses études au lycée augustinien de Münnerstadt (de). Après l'abitur, il entre dans l'ordre de Saint Augustin en 1710. Il termine son noviciat au couvent des Augustins d'Oberndorf am Neckar, où il étudie la philosophie. Il étudie ensuite la théologie dans les couvents de Constance (de) et de Fribourg-en-Brisgau (de). Ses résultats sont si bons qu'il est nommé maître des novices de la province en 1716. Büttner est également professeur de philosophie dans les couvents de Fribourg, Oberndorf et Wurtzbourg (de). À Wurtzbourg, il est également nommé professeur de théologie en 1722 et est considéré comme un expert de l'enseignement d'Augustin.
Büttner devient prieur du couvent de Wurtzbourg en 1726. Il se fait un nom par son sens de l'organisation et l'application des règles de l'ordre. En 1731, il est nommé représentant au chapitre provincial par le supérieur général Fulgenzio Bellelli (it). En 1733, il se rend à Rome comme définiteur général et un an plus tard, en 1734, il est élu supérieur provincial à l'unanimité. Dans cette position, il effectue des réformes dans l'ordre et fait imprimer Cantualia in usum monasteriorum Augustinianorum Provinciae Rheno-Suevicae. Le cardinal André Hercule de Fleury lui permet de visiter les couvents d'Alsace en 1737. Il démissionne de ses fonctions au chapitre provincial de Landau dans le Palatinat en 1737. Il se retire alors au couvent de Wurtzbourg.

## Publications
- (la) Augustinus de vero disputans sive theses philosophicae de veritate propositionum ... Augustini resolutae, Fribourg-en-Brisgau, Johann Jacob Handler, 1719 (lire en ligne).
- (la) Scientia media in triplici sensu vindicata, Fribourg-en-Brisgau, Johann Jacob Handler, 1719 (lire en ligne).
- (la) Sanctus Augustinus gratiae divinae assertor, interpres et vindex, sive dissertatio théologica, Würzburg, Marcus Antonius Engmann, 1724 (lire en ligne).
- (la) Perpetuum divinae provindentiae miraculum in monarchico ecclesiae militantis regimine ... dissertatio theologica, Würzburg, Marcus Antonius Engmann, 1725 (lire en ligne).
- (la) Vera et sincera peccatricis in Deum offensum conversio ... sive disputatio theologica, Würzburg, Marcus Antonius Engmann, 1728 (lire en ligne).
- (la) Sanctus pater et magnus Ecclesiae doctor Augustinus ex antiquatus denuo disputans de peccato originali sive dissertatio dogmatica de existentia, quidditate, transfusione, Effectibus, ac poenis peccati originalis, Würzburg, Marcus Antonius Engmann, 1735 (lire en ligne).